# セントラルビューティストカレッジ

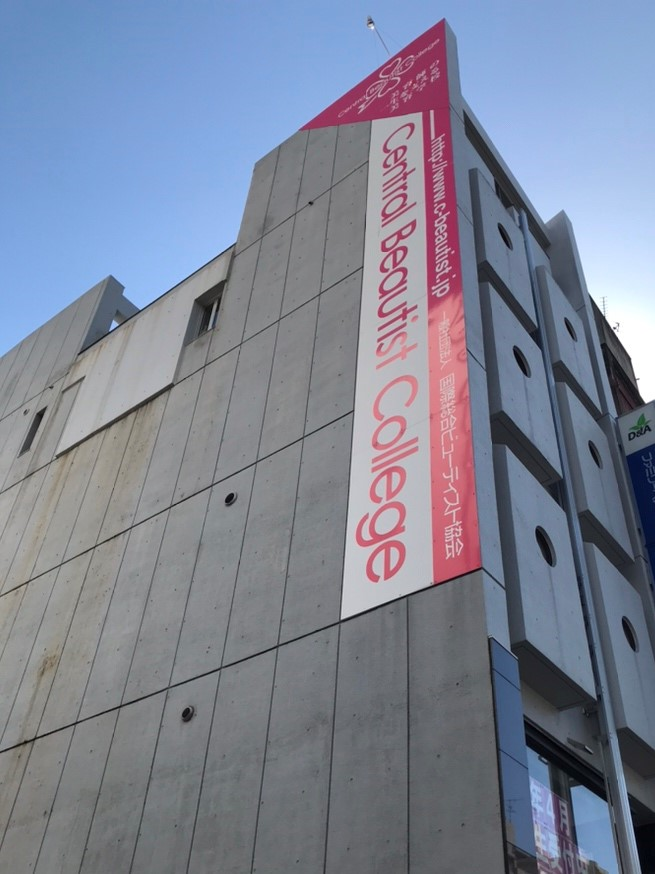
大須にある校舎

セントラルビューティストカレッジ（せんとらるびゅーてぃすとかれっじ）は、大須観音に程近い愛知県名古屋市中区松原にある厚生労働大臣指定の美容師養成施設校。2012年（平成24年）認可の県内では比較的新しい美容学校ではあるが、昼間課程においては開校より7年連続で美容師国家試験合格率100％を達成している。

## 概要
2012年（平成24年）に認可された美容学校で、運営母体は一般社団法人国際総合ビューティスト協会である。週4日制の授業や「美容師育成あしなが基金®」「週末サロンワーキング制度」が特徴。

## 設置コース
- 美容科昼間課程（2年制）
- 美容科通信課程（3年制）

## 周辺
- 大須観音
- 大須商店街

## 所在地
愛知県名古屋市中区松原1丁目13-9
（名古屋市営地下鉄鶴舞線大須観音駅徒歩5分）